# Edwin G. Krebs
Edwin Gerhard Krebs (Lansing Iowa, Estados Unidos 6 de junio de 1918 - 21 de diciembre de 2009) fue un médico y bioquímico estadounidense.

## Biografía
Estudió medicina y se doctoró en la Universidad de Washington de Misuri. Consigue la cátedra de Bioquímica de la Universidad de Washington. Trabaja con Edmond H. Fischer en diversos aspectos de la actividad celular, se le concede el Premio Nobel de Fisiología o Medicina en 1992 conjuntamente con Fisher.
El primer hallazgo de los dos investigadores fue descubrir, estudiando el sistema muscular, la existencia de una reacción que regula la actividad de determinadas enzimas que interviene en la fosforilación.